# Маркус Ройтер
Ма́ркус Ро́йтер (нім. Markus Reuter, нар. 3 вересня 1972, Ліппштадт, Німеччина) — німецький музикант-мультиінструменталіст, композитор, музичний продюсер і конструктор музичних інструментів.
Як студійний музикант, сольний виконавець і учасник різних музичних проєктів Маркус Ройтер охоплює (а часто й поєднує) електронну луп-музику, сучасну класичну музику, прог- і артрок, індастріал, етноджаз, джаз-ф'южн, попмузику та чисту імпровізацію. Протягом 20-річної кар'єри він був учасником багатьох гуртів, ансамблів та проєктів (зокрема centrozoon, Stick Men, tu-NER, The Crimson ProjeKct та Europa String Choir), а також сольним виконавцем. З 2011 року Ройтер почав завойовувати популярність як композитор сучасної класичної музики, розпочавши з виконання та запису своєї масштабної оркестрової композиції Todmorden 513.
Маркус Ройтер віртуозно володіє технікою тепінгу; крім того, у 1990-х і 2000-х роках він грав на гітарі Ворра і стіку Чепмана, а потім розробив, впровадив і випустив на ринок інструменти власної конструкції — U8 і U10 Touch Guitar. У співпраці з колишнім учасником гурту King Crimson Треєм Ганном він керує Touch Guitar Circle — мережею навчання та підтримки для гравців технікою тепінгу.
Окрім співпраці з такими артистами, як Тім Боунесс, Лі Флетчер (Lee Fletcher), Ян Бодді та Роберт Річ, Ройтер продюсував записи численних музикантів і випустив кілька сольних альбомів як виконавець і композитор. Крім того, він є членом консорціуму продюсерів, що належить артистам, до якого входять Iapetus Media, Unsung Productions і Unsung Records.

## Музичний стиль
Більшість творів Ройтера є результатом експериментів з електричними інструментами та обробкою звуку. З 1993 по 1996 рік він переважно грав на стіку Чепмана, а близько 1997 року перейшов на 8-струнну гітару Ворра. У 2008 році він почав використовувати гітари U8 і U10 Touch Guitar власної розробки. Ройтер — гітарист-віртуоз, який використовує різноманітні підходи — від необробленого звуку і стандартної техніки до екстремально оброблених текстурних звуків і дронів.
Як виконавець, Ройтер найбільше відомий своєю роботою як музикант у жанрі артрок (почасти завдяки участі в численних проєктах, пов'язаних із King Crimson, та роботі в експериментальній ембієнт-музиці). Крім того, Ройтер брав участь у багатьох інших проєктах, що включали елементи камерної музики, джазу, фолку та різних стилів попмузики. З 2011 року він паралельно активно розвиває кар'єру композитора сучасної класичної музики.
Що до композиції, Ройтер виявив особливий інтерес до процесійної музики, використовуючи алгоритмічні та серійні композиційні методи, засновані на правилах. Він також цікавився генеративною музикою, яка вплинула на гармонійну структуру деяких його класичних композицій (як-от Todmorden 513) і на його роботу з гуртом Tuner, і застосовує різні імпровізаційні підходи. Останнім часом він називає свій загальний музичний підхід «Modus Novus».
Свою поточну роботу Ройтер сприймає як можливість навчатися завдяки широкому досвіду та експериментам. Задачі, які ставлять перед ним його давні музичні партнери (як-от Бернхард Вьостгайнріх із гурту centrozoon), він називає особливим джерелом натхнення.

## Біографія та кар'єра музиканта

### Початкова освіта,Guitar Craftта університет (1975—1996)
Маркус Ройтер розпочав навчання музики в 1975 році у віці трьох років. Його першим інструментом було фортепіано (учитель Ульріх Полльманн); згодом почав грати на класичній гітарі та мандоліні. У дитинстві й підлітковому віці (до 16 років) він виступав на концертах як сольний музикант, а також у складі ансамблів та оркестрів.
У 1985 році, у віці 11–12 років, Ройтер завдяки допомозі та заохоченню з боку Полльмана почав писати музику. На нього вплинули різні джерела — класична попмузика 1960-х і 1970-х років (зокрема The Beatles), класична музика (Йоганн Себастьян Бах та Олів'є Мессіан), прогресивний рок (Майк Олдфілд, Девід Торн, Роберт Фріпп і King Crimson) та сучасні композитори музики в стилі кросовер, як-от Девід Бедфорд. У підлітковому віці Ройтер вивчав історію, теорію та аналіз музики у Карлгайнца Штраетманса (Karlheinz Straetmanns), композитора зі школи Гаральда Ґенцмера та Пауля Гіндеміта.
У 1991 році, у віці 18 років, Рейтер почав відвідувати курси Роберта Фріппа Guitar Craft. Під керівництвом Тоні Гебалле (Tony Geballe), а також особисто Фріппа він відвідував Guitar Craft до 1998 року, поєднуючи інтенсивне вивчення музики з дослідженням філософії Георгія Гурджиєва та Джона Беннетта. Творчість Гурджиєва, зокрема «Священні танці», справила глибокий вплив на подальшу творчість Ройтера.
У підлітковому віці Ройтер, за власним зізнанням, не був особливо дисциплінованим музикантом і покладався насамперед на свій вроджений хист до музики. Його ставлення до музики змінилося на початку 1993 року, коли після розмов із Фріппом він, захоплений грою Тоні Левіна на стіку Чепмена в гурті King Crimson, сам почав грати на ньому. Навчання гри на 10- і 12-струнній моделях цього інструмента вимагало дисципліни щодо навчання і практичних занять; Ройтер прийняв цей підхід і перетворив його на свою перевагу. Приблизно в той же час він почав серйозно цікавитися використанням у музиці звукових петель і експериментувати з «миттєвим музиціюванням», використовуючи для створення звукових петель систему несинхронізованих пристроїв.
У 1993 році Ройтер розпочав шестирічний курс навчання за спеціальністю «психологія» в Білефельдському університеті. Паралельно він продовжував здобувати музичну освіту. З 1993 по 1996 рік він вивчав вільну імпровізацію у Герда Ліскена і став членом оркестру Lisken's Chaos Orchester Bielefeld. Протягом 1995 року він вивчав сучасну класичну музику у бельгійського композитора і гравця на сенсорній гітарі (стіку) Даніеля Шелла; крім того, він вивчав індійську музику в Ашока Патака і цікавився композиційними прийомами, заснованими на перестановках. У 1996 році, ще навчаючись в університеті та курсах Guitar Craft, Ройтер дав свій перший концерт, на якому виконав виключно власні композиції. Так почалася його кар'єра професійного музиканта.

### Сольна творчість
Більшість сольних релізів Маркуса Ройтера під власним ім'ям складаються з текстурної ембієнтної музики, записаної за допомогою гітари із застосуванням різноманітних ефектів, гітари Ворра або стіку Чепмена, а також ноутбука. Ройтер почав записувати й випускати таку музику в 1998 році, починаючи з альбому Taster, і на сьогодні випустив дев'ять таких альбомів (разом із трьома концертними записами з Crimson ProjeKCt Tour 2014 року).
У 2017 році Ройтер випустив зовсім інший альбом — Falling for Ascension, 12-тонову пуантилістичну сюїту, перероблену з кількох його підліткових композицій (у якій його сучасна класична творчість поєднувалася з артроком, а також з елементами построку). Це альбом, записаний під ім'ям Markus Reuter featuring SONAR & Tobias Reber, фактично був сольний альбом Ройтера, виконаний ним за допомогою постмінімалістичного ансамблю швейцарських електрогітар та додаткових електронних інструментів. У блозі Gapplegate Guitar and Bass Blog альбом Falling for Ascension охарактеризували як «виняткова музика для нескінченної насолоди та екстатичного імпульсу… музична складність ансамблю у найвищому прояві».

### Композитор класичної музики
Хоча Маркус Ройтер ще в 1988 році писав сучасні класичні інструментальні твори (композиції для гітарного оркестру, написані у віці 15 років), його офіційна кар'єра як класичного композитора розпочалася з Todmorden 513. У цій роботі він застосував свій підхід до створення ембієнту до камерної музики, маючи намір писати дедалі більше масштабних сучасних класичних творів для оркестрів і камерних ансамблів.

У 2011 році Ройтер випустив запис версії твору для малого ансамблю (з його власною обробленою й накладеною гітарою, а також струнним квартетом, флейтою, електроорганом, синтезатором, глокеншпілем та електронікою). У 2013 році Ройтер у співпраці з американським диригентом і композитором Томасом Бломстером (Thomas A. Blomster) розширив цей твір, створивши повне оркестрове аранжування. У квітні 2013 року в Денвері цю версію вперше виконав Колорадський камерний оркестр, а пізніше вона двічі вийшла на платівках — у 2014 році як студійний запис, а у 2016 як концертний. Рецензуючи студійний запис у Gapplegate Classical-Modern Music Review, Грего Епплгейт Едвардс (Grego Applegate Edwards) охарактеризував Todmorden 513 як
…звучання, яке міг би створити Мортон Фельдман, якби перейшов на новий етап… Я впевнений, що це одна з найважливіших оркестрових робіт нашого часу… прорив у формі й звучанні.
Ройтер продовжив створювати й записувати інші класичні твори:
- сольний фортепіанний твір His Last Decade (прем'єра відбулася 25 лютого 2016 року у виконанні Сюзанни Кессель у Klavierhaus Klavins у рамках серії «250 фортепіанних творів для Бетховена»);
- електроакустичний камерний твір Daimon Fu для двох флейт, скрипки, альта, віолончелі, контрабаса, баритон-саксофона, бас-кларнета, електрооргані, вібрафона, електрогітари, електробаса та ударних (прем'єра відбулася в Ольденбурзі, Німеччина, 30 жовтня 2016 року у виконанні Oh Ton Ensemble)[21].
- електрична камерна п'єса Sun Trance для узгодженого/неузгодженого перкусійного ансамблю, бас-кларнета, синтезатора та електрогітари/бас-гітари/сенсорної гітари (за замовленням Mannheimer Schlagwerk, прем'єра 23 травня 2017 року в Мангаймі, Німеччина, випущена як концертний запис у жовтні 2017 року).

### Проєкти та співльні роботи

#### centrozoon
Першим гуртом, до якого Ройтер приєднався на самому початку своєї професійної кар'єри в 1996 році, був centrozoon — імпровізаційний музичний проєкт, започаткований художником і клавішником Бернхардом Вьостгайнріхом (Bernhard Wöstheinrich). Цей гурт залишається одним з основних творчих проєктів музиканта і сьогодні. Більшу частину своєї історії centrozoon являв собою дует Ройтера і Вьостгайнріха, а у 2008 році до них приєднався третій учасник — мультиінструменталіст і саунд-дизайнер Тобіас Ребер (Tobias Reber). У 2002—2005 роках до складу гурту входив також вокаліст No-Man Тім Боунесс. Музика проєкту є сумішшю жанрів, як-от ембієнт-електроніка, вільний експерименталізм, вокальний артпоп, прогресивний рок та електронна танцювальна музика. На сьогодні Ройтер випустив із centrozoon вісім альбомів, а також зробив низку концертних та архівних записів.

#### Europa String Choir
Europa String Choir — інструментальний ансамбль, який грає музику в стилі артрок і сучасна класична музика і з яким Ройтер активно виступав протягом чотирьох років (і досі залишається його асоційованим членом). З 1996 по 2000 рік Ройтер давав концерти з цим ансамблем і записав з ним два альбоми — Lemon Crash і Marching Ants.

#### Проєкти, пов'язані з King Crimson
З 2005 року Маркус Ройтер бере участь у кількох проєктах, пов'язаних із King Crimson.
У 2005 році Ройтер почав активно співпрацювати з ударником King Crimson Петом Мастелотто. Дует випустив чотири альбоми від імені гурту Tuner, а у 2017 році випустив альбом Face він імені Pat Mastelotto & Markus Reuter.
У 2010 році Ройтер, замінивши Майкла Берньє, приєднався до тріо Stick Men, утвореного Петом Мастелотто і Тоні Левіним. З ним тріо випустило 11 студійних і концертних альбомів, а також мініальбом. У 2011 році Stick Men об'єдналися з Adrian Belew Power Trio і сформували секстет Crimson ProjeKct, який виконував композиції King Crimson, написані у 1981—1995 роках. П'ять концертів ProjeKct були випущені у вигляді концертних альбомів.
В останніх двох проєктах Ройтер виконує багато музичних партій, які раніше грав Роберт Фріпп. Іноді Ройтера називають потенційним наступником Фріппа, хоча він завжди відкидає цю ідею.

#### Попмузичні проєкти
Маркус Ройтер, який працював над арт- і попмузичною частиною centrozoon (за участю Тіма Боунесса), є давнім співпрацівником продюсера, композитора та арт-поп-музиканта Лі Флетчера (Lee Fletcher), з яким він познайомився на курсах Guitar Craft у середині 1990-х років. Ройтер - виконавець інструментальної музики. Він взяв активну участь у створенні альбомів Флетчера Faith in Worthless Things та The Cracks Within - FiWT Remixes, а також записав сингл «Islands» (кавер-версія пісні Майка Олдфілда під назвою Fletcher|Fletcher|Reuter) та зіграв на синглі Флетчера 2017 року «The Chancer».
Працюючи над арт-поп-альбомом Escapologist (2008) співачки Тови (Tovah), Ройтер займався не тільки продюсуванням (у співпраці з Петом Мастелотто), а й його аранжуванням.
З 2015 року Ройтер є асоційованим членом синті-поп-студійного проєкту Датча Ралла (Dutch Rall) Nocturne Blue, де він грає соло на гітарі та створює музичні текстури.